# Шабестан
Шабестан (фр. Chabestan) насеље је и општина у Француској у региону Прованса-Алпи-Азурна обала, у департману Горњи Алпи која припада префектури Гап.
По подацима из 2011. године у општини је живело 150 становника, а густина насељености је износила 12,3 становника/km². Општина се простире на површини од 12,2 km². Налази се на средњој надморској висини од 734 метара (максималној 1.360 m, а минималној 715 m).

## Демографија
| 1962. | 1968. | 1975. | 1982. | 1990. | 1999. | 2011. |
| ----- | ----- | ----- | ----- | ----- | ----- | ----- |
| 101   | 113   | 101   | 105   | 112   | 126   | 150   |

График промене броја становника у току последњих година